# Radnice Prahy 13
Radnice Prahy 13 je oválná šestipodlažní budova, ve které sídlí ÚMČ Prahy 13. Nachází se na Slunečním náměstí v Nových Butovicích, v těsné blízkosti stanice metra Hůrka. Podobu budovy navrhl projektant Ing. Arch. Miloš Haase ze společnosti Spojprojekt s týmem spolupracovníků. Na výstavbě radnice měla největší podíl firma Skanska CZ. Budova radnice byla nominována do soutěže „Stavba roku 2003“.
Před otevřením radnice bylo pracoviště úřadu rozděleno do tří detašovaných pracovišť v panelových domech – Ovčí hájek, Hostinského a Běhounkova.    
Základní kámen byl položen 1. června 2001. Radnice se stavěla dva roky a slavnostně byla otevřená v pondělí 2. června 2003. Po dokončení budovy byl základní kámen zavěšen na Foucaultovo kyvadlo a je k vidění v přízemí radnice.
Radnice má oválný půdorys s atriem. V přízemí se nachází recepce a obřadní síň. V pátém patře je směrem na Sluneční náměstí vyhlídkový ochoz, který je veřejně přístupný pouze při zvláštních příležitostech. Třípatrová radniční skleněná věž s hodinami dosahuje do výšky okolo 43 metrů. V podzemních podlažích radnice se nachází restaurace, parkoviště a technické zázemí. Celá budova radnice je bezbariérová.
Budova radnice je založena na pilotách. Nosnou konstrukci tvoří železobetonový monolitický skelet. Vnější plášť je obložen ocelovými kazetami. Před okny radnice jsou umístěny pevné protisluneční hliníkové žaluzie. Konstrukce zastřešení atria je zavěšena na úrovni 3. nadzemního podlaží ve výšce 12 metrů.
V atriu radnice se pořádají různé koncerty, představení, výstavy nebo jiná setkání. Obyvatelé Prahy 13 nazývají budovu kvůli jejímu tvaru „Laskonka“.